# Exuperio de Tolosa

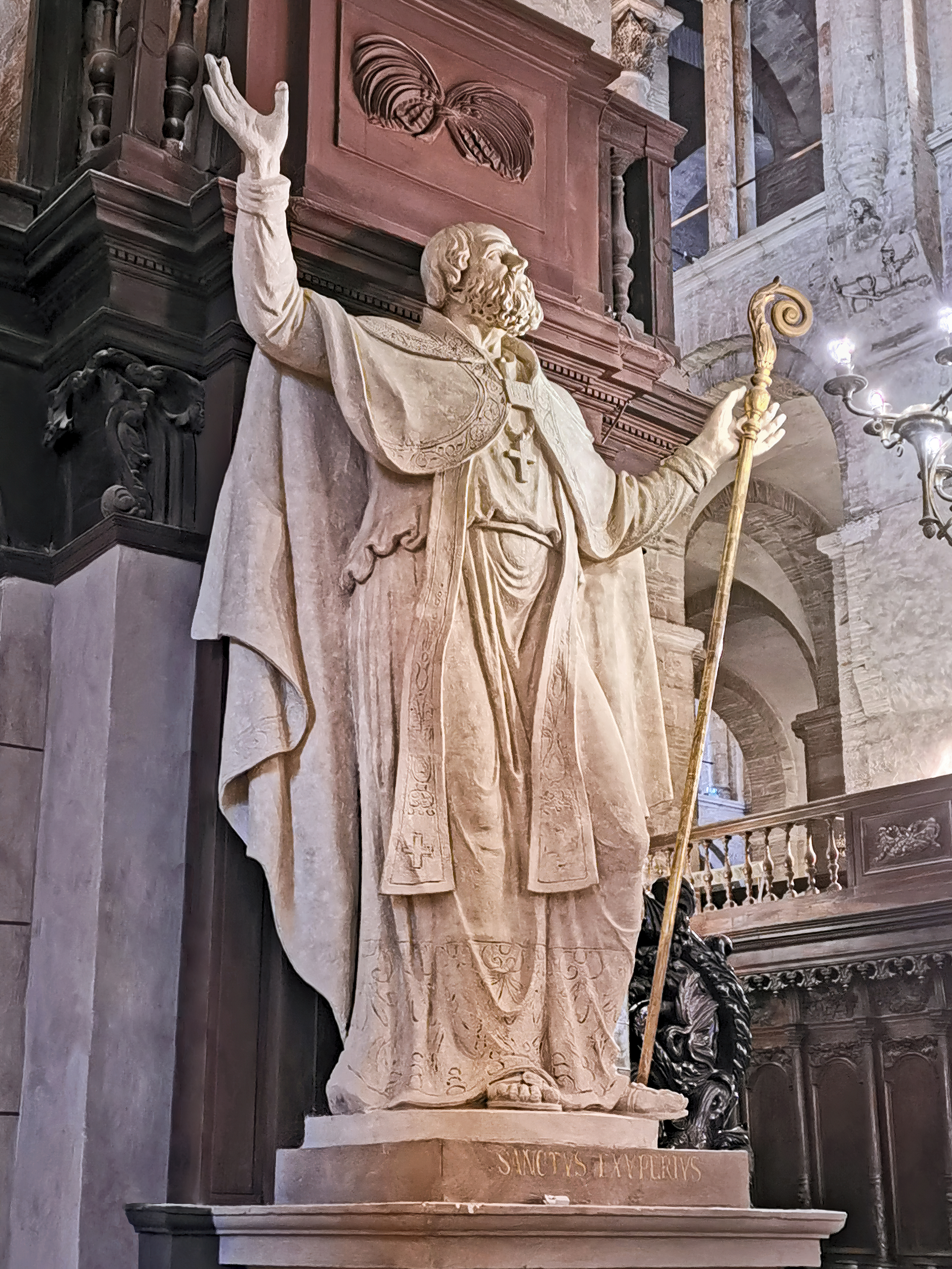
Escultura de San Exuperio en la Basílica de San Sernín, en Toulouse.

San Exuperio (en francés: Saint Exupéry, Saint Soupire) (fallecido c. 410) fue Obispo de Tolosa a principios del siglo V..
Su lugar y fecha de nacimiento son desconocidos. Tras suceder a San Silvio como obispo de Tolosa, ordenó la finalización de la basílica de San Saturnino de Tolosa, una parte de la cual fue incorporada a la Basílica de San Sernín. San Jerónimo elogió a Exuperio "por su munificencia con los monjes de Palestina, Egipto y Libia, y por su caridad para con la gente de su propia diócesis, que entonces estaban sufriendo los ataques de Vándalos, Alanos y Suevos". Para socorrer a los pobres de su diócesis vendió los cálices de su basílica, viéndose obligado a llevar la Sagrada Hostia en una cesta de mimbre y la Santa Sangre en un recipiente de vidrio. En reconocimiento a sus virtudes y en gratitud por sus dones, San Jerónimo le dedicó su Comentario sobre Zacarías.
Exuperio es especialmente conocido por su relación con el Canon Bíblico. Escribió al Papa Inocencio I para obtener instrucciones sobre el canon y sobre varias cuestiones de comportamiento eclesiástico. En respuesta, el Papa lo honró con la carta Consulenti Tibi, fechada en febrero del 405, que contiene una lista de las escrituras canónicas.
La opinión de César Baronio, acerca de que el obispo Exuperio era la misma persona que el rector del mismo nombre, es generalmente rechazada, dado que el rector fue maestro de Anibaliano y Dalmacio César, sobrinos de Constantino I, y por lo tanto correspondientes a un período anterior al del obispo. Atendiendo a la carta de Jerónimo a Furia del 394 y a la epístola de San Paulino a Amando de Burdeos del 397, parece probable que Exuperio fuera sacerdote en Roma, y posteriormente en Burdeos, antes de ser elevado al episcopado, aunque no es descartable que en ambas cartas se estuviera haciendo referencia a una persona diferente. 
La fecha exacta de su promoción al obispado es desconocida. Las pruebas sugieren que ocupaba la sede de Tolosa en febrero del 405 (como se deduce de la carta de Inocencio I antes mencionada). En ocasiones se ha afimado que Jerónimo le culpaba, en una carta que dirigió a Riparius, un sacerdote de España, haber tolerado al hereje Vigilancio; pero dado que Vigilancio no pertenecía a la diócesis de Tolosa, es probable que Jerónimo se estuviera refiriendo a otro obispo.
Exuperio fue venerado como santo desde muy pronto. En la época de Gregorio de Tours se le tenía la misma veneración que a San Saturnino de Tolosa. Su fiesta se celebra el 28 de septiembre. El primer martirólogo en asignarle esta fecha fue Usuardo, quien escribió hacia finales del siglo IX.